# Ревякин, Сергей Павлович
Серге́й Па́влович Ревя́кин (род. 2 апреля 1995, Кронштадт, Санкт-Петербург) — российский футболист, вратарь.

## Карьера

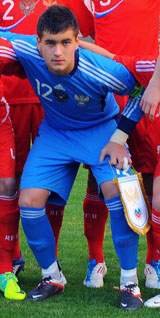
Ревякин в составе сборной России (до 17 лет)

Родился в Кронштадте, в 10 лет начал заниматься футболом в спортивной школе «Смена» у тренера Анвера Конеева, до 12-ти лет играя на позиции нападающего. Позже провёл год в аренде в ДЮСШ «Олимп». Из-за конфликта с тренером «Смены» покинул команду и в 2008 попал в школу ЦСКА. В 2011 году был включён в заявку на сезон 2011/12. 27 ноября того же года впервые попал в заявку основного состава ЦСКА на матч чемпионата с «Анжи» (1:2). На 87 минуте этого матча с поля был удалён Сергей Чепчугов за фол последней надежды в своей штрафной, Ревякин вышел на замену вместо Георгия Щенникова, но не смог отразить пенальти, который реализовал Самюэль Это’о.
Выйдя на поле в этом матче, Ревякин установил сразу несколько рекордов российского чемпионата: он стал первым 16-летним вратарём в чемпионатах России (в день игры с «Анжи» ему было 16 лет и 239 дней). Моложе Ревякина в истории чемпионатов СССР и России был только Дмитрий Харин, который дебютировал в воротах московского «Торпедо» в 1984 году, когда ему было 16 лет и 97 дней. Среди же самых молодых футболистов, игравших в чемпионатах России, Ревякин занимает седьмое место. Самый молодой дебютант — тогдашний спартаковец Алексей Ребко, сыгравший свой первый матч в 2002 году, когда ему было 16 лет и 78 дней. Также Сергей Ревякин стал самым молодым игроком ЦСКА в чемпионатах России, побив рекорд Владислава Радимова, который впервые появился в чемпионате России в составе армейцев в возрасте 16 лет и 247 дней в 1992 году.
Матч с «Зенитом», состоявшийся 3 марта 2012 года, Ревякин отыграл полностью. Хоть голкипер и пропустил в этой встрече два мяча, помимо этого он несколько раз отличился отличными сейвами, спасал свои ворота. Позже выяснилось, что Ревякин играл с переломом кисти.
Летом 2014 года и в начале 2015 года не смог пройти просмотры в «Анжи» и в тульском «Арсенале» соответственно.
В июле 2015 года Ревякин покинул ЦСКА и подписал контракт с армавирским «Торпедо». Дебютировал за новую команду в 5 туре первенства ФНЛ в матче с «Тосно» (0:0), заменив на 13 минуте Михаила Комарова.
В феврале 2016 на правах свободного агента перешёл в «Домодедово». Затем выступал за московский «Арарат» во втором дивизионе (1 матч) и в любительском первенстве.
Летом 2019 года перешёл в ереванский «Арарат», где в сезоне 2019/20 являлся основным вратарём. В 2021 году играл за казахстанский «Актобе». В сентябре 2022 года перешёл в ереванский «Алашкерт».

## Достижения
- Бронзовый призёр молодёжного первенства (3): 2011, 2011/12, 2012/13
- Бронзовый призёр чемпионата России: 2011/12
- Чемпион России (2): 2012/13, 2013/14